# Marek Skromny
Marek Skromny (ur. 1 października 1950 w Bytomiu, zm. 11 sierpnia 2021 w Krefeld) – polski piłkarz grający na pozycji bramkarza. Syn Henryka.

## Kariera piłkarska
Marek Skromny karierę piłkarską rozpoczął w Stali Rzeszów, w której grał do 1970 roku. Następnie został zawodnikiem Polonii Bytom, w barwach której 30 maja 1971 roku w przegranym 2:4 meczu u siebie z Górnikiem Zabrze, w którym zastąpił Piotra Brola, zadebiutował w ekstraklasie oraz odnosił największe sukcesy w karierze piłkarskiej: w sezonie 1972/1973 dotarł do finału Pucharu Polski, w którym Skromny nie grał, a jego klub 17 czerwca 1973 roku na Stadionie im. 22 lipca w Poznaniu przegrał po serii rzutów karnych (bezbramkowy remis po dogrywce) z Legią Warszawa. Z klubu odszedł po jego spadku z ekstraklasy w sezonie 1975/1976 (ostatnie – 16. miejsce). Ostatni raz w ekstraklasie, w której rozegrał 51 meczów, wystąpił 4 kwietnia 1976 roku w przegranym 1:0 meczu wyjazdowym ze Śląskiem Wrocław.
W 1978 roku został zawodnikiem II-ligowej Resovii Rzeszów, w której debiut zaliczył 8 października 1978 roku w wygranym 1:0 meczu u siebie z Motorem Lublin oraz w sezonie 1980/1981 dotarł do półfinału Pucharu Polski, w którym przegrał 1:0 z Pogonią Szczecin, po czym zakończył piłkarską karierę. Łącznie w klubie rozegrał 24 mecze ligowe.

## Kariera reprezentacyjna
Marek Skromny rozegrał 3 mecze w reprezentacji Polski U-21 oraz 2 mecze w reprezentacji Polski U-23.

## Sukcesy
Polonia Bytom
- Finał Pucharu Polski: 1973

Resovia Rzeszów
- Półfinał Pucharu Polski: 1981